# راه گریزی ندارم
راه گریزی ندارم (انگلیسی: I Can't Escape) یک فیلم‌های جنایی-درام آمریکایی به کارگردانی اوتو براور است که در سال ۱۹۳۴ منتشر شد.

## بازیگران
- آنسلو استیونس
- لیلا لی
- راسل گلیسون
- ویلیام دزموند
- هوپر اچلی
- اوتیس هارلن
- کین ریچموند
- کلارا کیمبل یانگ
- ادی گریبون
- نت کار
- ریچارد کریمر
- تاینی سندفورد